# Cantonul La Roche-Derrien
Cantonul La Roche-Derrien este un canton din arondismentul Lannion, departamentul Côtes-d'Armor, regiunea Bretania, Franța.

## Comune
- Berhet
- Cavan
- Coatascorn
- Hengoat
- Mantallot
- Pouldouran
- Prat
- Quemperven
- La Roche-Derrien (reședință)
- Pommerit-Jaudy
- Troguéry